# Rusia en el Festival de la Canción de Eurovisión Junior
Rusia fue uno de los países que debutó en el III Festival de Eurovisión Junior en 2005.
Su puntuación media hasta 2021 y posterior suspensión indefinida por parte de la UER es de 118,6 puntos.

## Participación

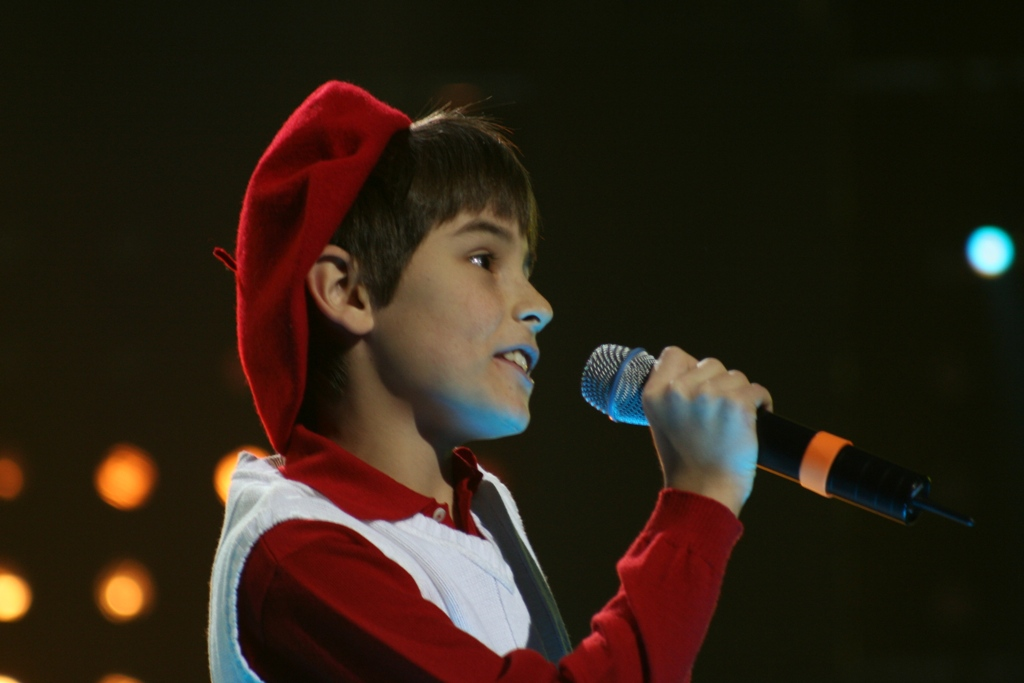
Vladislav Krutskikh en Hasselt (2005)

| 2005                    | Hasselt   | Vladislav Krutskij                     | «Doroga k solntsu»         | 9  | 66  |
| 2006                    | Bucarest  | Anastasía & María Tolmachovy           | «Vesenniy Jazz»            | 1  | 154 |
| 2007                    | Rótterdam | Aleksandra Golovchenko                 | «Otlichnitsa»              | 6  | 105 |
| 2008                    | Limassol  | Mijaíl Puntov                          | «Spit angel»               | 7  | 73  |
| 2009                    | Kiev      | Yekaterina Riábova                     | «Malenkiy prints»          | 3  | 116 |
| 2010                    | Minsk     | Sasha & Liza                           | «Boy and girl»             | 2  | 119 |
| 2011                    | Ereván    | Yekaterina Riábova                     | «Romeo and Juliet»         | 4  | 99  |
| 2012                    | Ámsterdam | Lerika                                 | «Sensatsya (Sensation)»    | 4  | 88  |
| 2013                    | Kiev      | Dayana Kirillova                       | «Dream on»                 | 4  | 106 |
| 2014                    | Marsa     | Alisa Kozhikina                        | «Dreamer»                  | 5  | 96  |
| 2015                    | Sofía     | Mijaíl Smirnov                         | «Mechta (Dream)»           | 6  | 80  |
| 2016                    | La Valeta | Water of Life Project                  | «Water of Life»            | 4  | 202 |
| 2017                    | Tiflis    | Polina Bogusevich                      | «Wings»                    | 1  | 188 |
| 2018                    | Minsk     | Anna Filipchuk                         | «Nepobedimy (Unbreakable)» | 10 | 122 |
| 2019                    | Gliwice   | Tatyana Mezhentseva & Denberel Oorzhak | «A Time for Us»            | 13 | 72  |
| 2020                    | Varsovia  | Sofía Feskova                          | «My New Day»               | 10 | 88  |
| 2021                    | París     | Tanya Mezhentseva                      | «Mon Ami»                  | 7  | 124 |
| No participa desde 2022 |           |                                        |                            |    |     |

## Votaciones
Rusia ha dado más puntos a...
| N.º | País                | Pts |
| --- | ------------------- | --- |
| 1   | Bielorrusia         | 132 |
| 2   | Armenia             | 122 |
| 3   | Georgia             | 105 |
| 4   | Ucrania             | 82  |
| 5   | Países Bajos        | 48  |
| 6   | Malta               | 47  |
| 7   | Macedonia del Norte | 39  |
| 7   | Kazajistán          | 39  |
| 8   | Australia           | 38  |
| 9   | Serbia              | 37  |
| 10  | Suecia              | 31  |

Rusia ha recibido más puntos de...
| N.º | País                | Pts |
| --- | ------------------- | --- |
| 1   | Bielorrusia         | 141 |
| 2   | Armenia             | 126 |
| 3   | Ucrania             | 88  |
| 4   | Países Bajos        | 78  |
| 5   | Serbia              | 75  |
| 6   | Macedonia del Norte | 65  |
| 7   | Suecia              | 63  |
| 8   | Malta               | 58  |
| 9   | Chipre              | 54  |
| 10  | Georgia             | 50  |

## Portavoces
| Año  | Portavoz                    | 12 Puntos   |
| ---- | --------------------------- | ----------- |
| 2021 | Chérissa                    | Kazajistán  |
| 2020 | Mikella Abramova & Khryusha | Kazajistán  |
| 2019 | Alisa Khilko & Khryusha     | Australia   |
| 2018 | Dina Baru & Khryusha        | Georgia     |
| 2017 | Tonya Volodina              | Georgia     |
| 2016 | Mikhail Smirnov             | Bielorrusia |
| 2015 | Sofía Dolganova             | Armenia     |
| 2014 | Mariya Kareeva              | Armenia     |
| 2013 | Mariya Bakhireva            | Bielorrusia |
| 2012 | Valentín Sadiki             | Ucrania     |
| 2011 | Valentín Sadiki             | Bielorrusia |
| 2010 | Philip Masurov              | Armenia     |
| 2009 | Philip Masurov              | Armenia     |
| 2008 | Sarina                      | Georgia     |
| 2007 | Marina Knyazeva             | Armenia     |
| 2006 | Román Kerimov               | Bielorrusia |
| 2005 | Román Kerimov               | Bielorrusia |

- Datos: Q848122
- Multimedia: Russia in the Junior Eurovision Song Contest / Q848122